# Duchcov
Duchcov (německy Dux) je město v severních Čechách, v okrese Teplice, v Ústeckém kraji a žije v něm přibližně 8 700 obyvatel. Město se rozkládá v podkrušnohorské uhelné pánvi asi sedm kilometrů západně od Teplic.
Město je známé pobytem Giacoma Casanovy v 18. století a tzv. duchcovskou stávkou v období velké hospodářské krize ve 30. letech 20. století. Střed města byl v roce 1992 zrenovován a prohlášen za městskou památkovou zónou.

## Historie

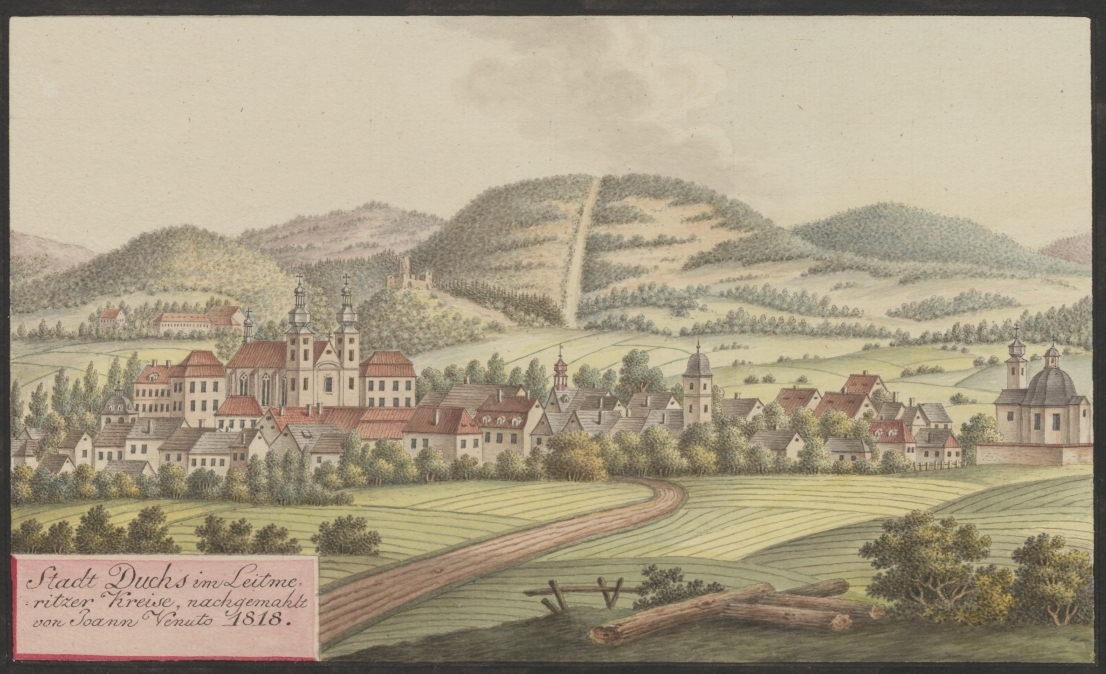
Pohled na Duchcov od Jana Venuta, 1818

V dobách pravěku byl dnešní Duchcov osídlen různými kmeny – dochovaly se po nich prsteny a náramky. Obec samotná vznikla v závěru 12. století. Město mělo mnoho jmen: jako ves pod názvem Hrabišín vystupuje na počátku 13. století, později se mění na Tokczaw (1241), Dokczaw a roku 1663 Duchcov.
Ve 14. století byl Duchcov městečkem, obehnaným branami; byl zde románský kostel svatého Jiří a klášter dominikánek. Na přelomu 15. a  16. století zde sídlili Kaplířové ze Sulevic. V 16. století byl Duchcov součástí lobkovického panství.
V době třicetileté války (1618–1648) bylo město zpustošeno, ale zároveň se stalo sídlem rodu Valdštejnů, kteří zde podnítili další stavební činnost. V 18. století na valdštejnském zámku působil i Giacomo Casanova, který zde 13 let pracoval jako knihovník, napsal paměti a také zemřel.
Na počátku 19. století měl Duchcov cca 150 obytných domů s cca 800 obyvateli. První snaha o zahájení těžby hnědého uhlí je datována k roku 1761. Roku 1763 v Duchcově vznikla manufaktura na výrobu punčoch. Týž rok byl také otevřen první obecní důl sv. Trojice. 
Roku 1849 vznikl duchcovský cukrovar a první sklárna v severozápadních Čechách. V restauraci U Fričů bývala první česká škola na severu Čech. Roku 1853 byla založena keramická manufaktura Eduarda Eichlera, později proměněná v porcelánku Royal Dux. S rozvojem železnice po polovině 19. století došlo ke zvýšení významu Duchcova jako dopravní křižovatky, byla zahájena také povrchová těžba uhlí. Ta s postupem techniky v minulém století narostla do takových rozměrů, že ohrozila samotnou existenci města (v okolí Duchcova zanikly v důsledku těžby desítky obcí).
V letech 1853–1960 byl Duchcov okresním městem.
V letech 1938 až 1945 byl Duchcov v důsledku uzavření Mnichovské dohody přičleněn k nacistickému Německu.
V osmdesátých letech 20. století byla vážně zvažovaná možnost likvidace Duchcova a využití zásob hnědého uhlí, které jsou údajně ukryty pod městem. Došlo už k zbourání několika významných památek – v roce 1959 zejména barokní špitál v zámecké zahradě (zachovala se z něj pouze freska Václava Vavřince Reinera, která byla přenesena do kopule pavilonu v zámecké zahradě). Paradoxně hlavním argumentem proti zboření města, který nakonec porazil zájmy těžařů, nebyl zámek nebo významné sakrální stavby, ale existence duchcovského viaduktu. Z hlediska architektury jde o zcela průměrnou stavbu, vázala se však k němu pro komunistický režim významná událost. U duchcovského viaduktu došlo v období velké hospodářské krize ve třicátých letech 20. století ke střetu stávkujících dělníků s četnictvem, označovanému jako Duchcovská stávka. Čtyři dělníci byli zastřeleni, několik dalších zraněno. Na základě této události se ujalo (po roce 1948) heslo „Masaryk střílel do dělníků", přestože prezident Masaryk akci odsoudil. Viadukt byl vyhlášen národní kulturní památkou a tento status jí byl odebrán až nařízením vlády ze 16. srpna 1995. O městě, resp. o duchcovském viaduktu pojednává také v pořadí 26. dokument Osudové okamžiky – Duchcov 1931 – byl Masaryk odpovědný za střelbu do dělníků u duchcovského viaduktu? (Rudé právo tehdy přineslo karikaturu Tomáše Garrigua Masaryka v běhu, ověšeného granáty a puškami s bajonety s nápisem: „Sociálfašistický vůdce Masaryk spěchá na pomoc severočeským havířům“ – není známo, jak a zda prezident Masaryk tento umělecký výtvor komentoval). V ulici Giacoma Casanovy (dříve ulice Mostecká[zdroj?]) se nachází Český dům, jenž dnes nese pamětní desku Tomáše G. Masaryka.
Těžba uhlí měla ale za následek zánik dvou obcí, jejichž území dnes spadá pod Duchcov – Hrdlovky a Liptic. V roce 2009 probíhala v okolí rekultivace vytěžených ploch.

### Sestřelení amerických letců
Dne 24. srpna 1944, ráno v 7:30 odstartovala z britského letiště Knettishall formace šestatřiceti letounů 388. bombardovací skupiny 8. letecké armády USA. Ve 12:45 se formace blížila k chemickým závodům v Záluží. Letoun B-17G, zvaný Výtržnická kráska, krátce před cílem zasáhla protiletadlová baterie, umístěna západně od velkostatku Nový Dvůr nad obcí Liptice. Pouze čtyřem členům posádky se podařilo vyskočit, přistáli na okraji lesa mezi Osekem a Hrdlovkou. Letoun dopadl do areálu dolu Alexandr a po chvíli vybuchl. V troskách zahynulo pět členů posádky, včetně velitele Charlese W. Edwardse. Na zemi pak zahynul velitel protiletadlové baterie oberleutnant Koch a deset civilistů ze závodní protiletecké obrany, mezi nimiž byli i dva mladí nasazení Češi. Ostatky pilotů posbírali ruští zajatci a pohřbili je u ohradní zdi. Na tomtéž místě byl v létě 1945 vybudován památník ozdobený originální vrtulí ze sestřeleného letadla. V listopadu 1947 došlo k exhumaci amerických pilotů, ale pomník zde zůstal do roku 1952. Pokyn pro zrušení pomníku přišel z vyšších míst. Vrtule i pamětní deska byly zničeny, zachoval se pouze korpus pomníku. Pomník však byl 8. května 1990 obnoven. Pomník byl osazen novou vrtulí z Turboletu L-410, jenž město dostalo darem z letecké opravny ve Kbelích. Důl Alexander byl později zlikvidován a to z důvodů povrchové důlní činnosti. Pomník byl tedy přenesen na duchcovský hřbitov, kde byl v srpnu 1996 znovuodhalen. Každý rok se zde koná pietní shromáždění.
Pomník byl roku 1945 opatřen nápisem: „Na věčnou paměť hrdinných amerických letců, kteří dne 24. 8. 1944 položili své životy za osvobození Evropy“. V roce 2009 se při pietní akci konané k 65. výročí zúčastnili představitelé města Duchcova, zástupci Československé obce legionářské, zástupci Českého svazu bojovníků za svobodu, zástupci Severočeského leteckého archivu Teplice i občané.

## Obyvatelstvo
Při sčítání lidu v roce 1921 zde žilo 12 619 obyvatel (z toho 6 249 mužů), z nichž bylo 5 978 Čechoslováků, 6 324 Němců, 42 Židů, sedm příslušníků jiné národnosti a 268 cizinců. Převažovala římskokatolická většina, ale žilo zde také 590 evangelíků, 51 členů církve československé, 134 židů, 25 členů jiných církví a 4 228 osob bez vyznání. Podle sčítání lidu z roku 1930 mělo město 13 040 obyvatel: 6 285 Čechoslováků, 6 504 Němců, 35 Židů, dvanáct příslušníků jiné národnosti a 204 cizinců. Stále převažovali římští katolíci a počet osob bez vyznání vzrostl na 4 445. Kromě nich se 663 obyvatel hlásilo k evangelickým církvím, 184 k církvi československé, 111 k církvi izraelské, dvacet lidí patřilo k řeckokatolické církvi a 45 k jiným nezjišťovaným církvím.
|           | 1869  | 1880  | 1890   | 1900   | 1910   | 1921   | 1930   | 1950  | 1961  | 1970  | 1980   | 1991  | 2001  | 2011  | 2021  |
| --------- | ----- | ----- | ------ | ------ | ------ | ------ | ------ | ----- | ----- | ----- | ------ | ----- | ----- | ----- | ----- |
| Obyvatelé | 3 301 | 7 363 | 10 141 | 12 103 | 12 399 | 12 619 | 13 114 | 8 305 | 9 007 | 9 714 | 10 257 | 8 913 | 8 780 | 8 487 | 8 506 |
| Domy      | 340   | 461   | 564    | 661    | 750    | 747    | 1 021  | 1 127 | 1 086 | 1 029 | 1 020  | 1 054 | 1 116 | 1 179 | 1 238 |

### Náboženství
Při sčítání lidu v roce 2001 se z 8 780 obyvatel přihlásilo 1 133 k nějakému náboženskému vyznání, 7 161 se profilovalo jako bez vyznání a zbytek (486) odmítl na otázku odpovědět.
Největší počet obyvatel Duchcova se hlásí k římskokatolické církvi (897 podle sčítání lidu z roku 2001). Ve městě sídlí Římskokatolická farnost – děkanství Duchcov. K Českobratrské církvi evangelické se hlásilo 40 lidí, k církvi československé husitské se hlásilo 27 lidí, k pravoslaví pak 11 lidí, náboženská společnost Svědkové Jehovovi měla zastoupení 32 věřících.

## Městská správa

### Městské symboly
Vlajka byla městu udělena rozhodnutím předsedy Poslanecké sněmovny Parlamentu České republiky dne 26. května 2000.

## Hospodářství
Na dřívější těžbu uhlí navazoval elektrotechnický a strojní průmysl, dodnes zde sídlí firma Vitrablok vyrábějící duchcovské luxfery. Sídlí zde také porcelánová manufaktura Royal Dux Bohemia založená roku 1853 a populární zejména svou secesní tvorbou, kterou se výrazně vymykala produkci dalších tuzemských podniků v tomto odvětví.

## Doprava
Na severním konci města je zastávka na železniční trati Ústí nad Labem – Chomutov. Původní nádraží stávalo blíže k městskému centru, ale od roku 1968 sloužilo pouze nákladní dopravě. Jeho výpravní budova byla zbořena v roce 2018.

## Společnost

### Školství

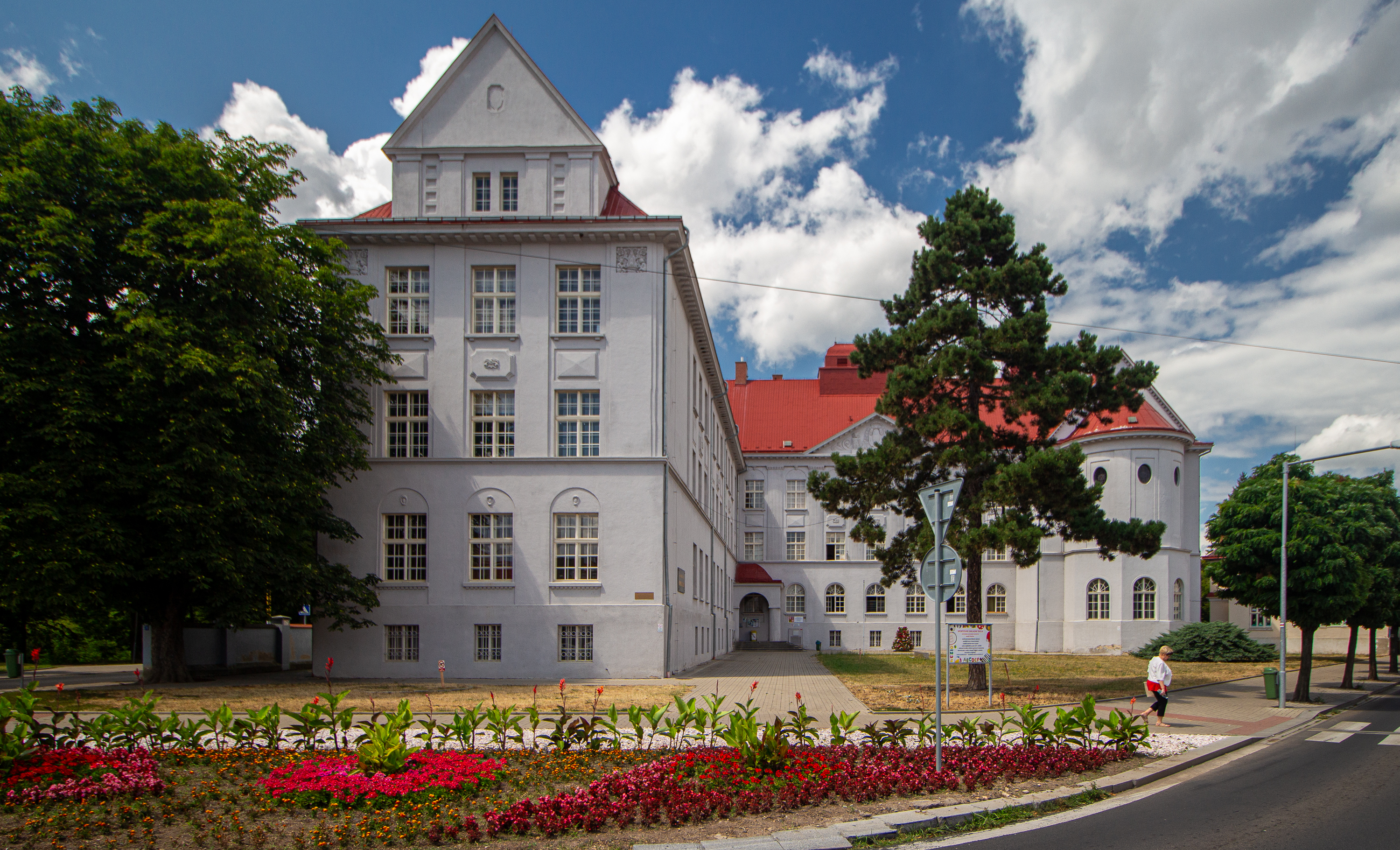
Základní škola Antonína Sochora

V Duchcově se v roce 2009 nacházely dvě základní školy, střední odborné učiliště, základní umělecká škola, střední průmyslová škola, gymnázium a čtyři mateřské školy.

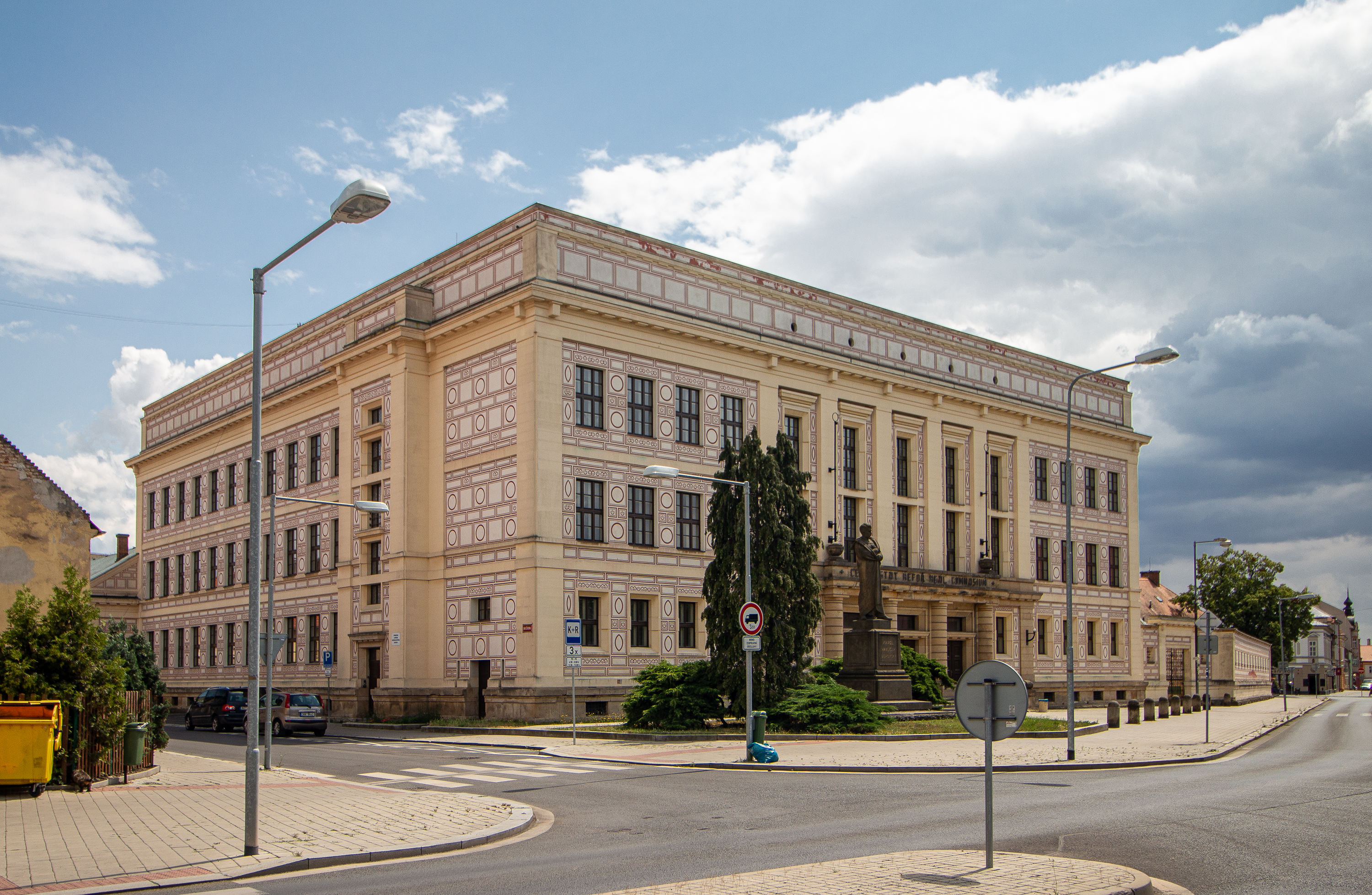
Duchcovské gymnázium

Základní škola Antonína Sochora sídlí v budově bývalého chlapeckého německého gymnázia, které bylo otevřeno 16. září 1914. Během 2. světové války sloužila částečně i českému školství. Škole je příspěvková organizace a nese jméno po generálmajoru Antonínu Sochorovi. K hlavní budově školy je přidružena vedlejší budova s jednou speciální třídou. Pro žáky na prvním stupni funguje v budově školy oddělení školní družiny. V roce 2005 získala škola ocenění Ekoškola, tím se stala první školou v Ústeckém kraji s tímto oceněním.1. září 2008 zde studovalo 284 žáků. V roce 2009 byla ředitelkou školy Mgr. Ivana Kulhavá. Hlavní budova školy (čp. 793) je od roku 2007 chráněna jako nemovitá kulturní památka.
Základní škola Jaroslava Pešaty byla zřízena výnosem ZŠR v Praze ze dne 1. července 1919 jako Česká měšťanská škola chlapecká a dívčí v Duchcově. 12. března 1996 byla škola pojmenována podle duchcovského rodáka, učitele a náčelníka sokolské župy Krušnohorské – Kukaňovy, Jaroslava Pešaty. Škola je rozdělena na dvě budovy. Budova prvního stupně se nachází ve Smetanově ulici – odtud také pochází místní slangové označení „Smetanka“. Druhá budova – druhý stupeň a ředitelství se nachází v ulici Jaroslava Pešaty. Jedná se o panelovou tříkřídlovou budovu na okraji města. Škola má kapacitu 750 žáků a k 1. září 2008 zde studovalo 405 žáků. Ředitelkou školy byla v roce 2018 Mgr. Veronika Prchalová.
Od roku 1961 v Duchcově funguje Střední odborné učiliště stavební Fráni Šrámka.
Základní umělecká škola Ivana Kawaciuka získala své jméno po svém nejvýznamnějším absolventovi Ivanovi Kawaciukovi od roku 2008, slavnostní převzetí jména proběhlo na 14. Casanovských slavnostech v Duchcově, které se uskutečnily 6.–7. června 2008. V roce 2006 bylo sídlo školy přesunuto do SPŠ Duchcov.

### Kultura

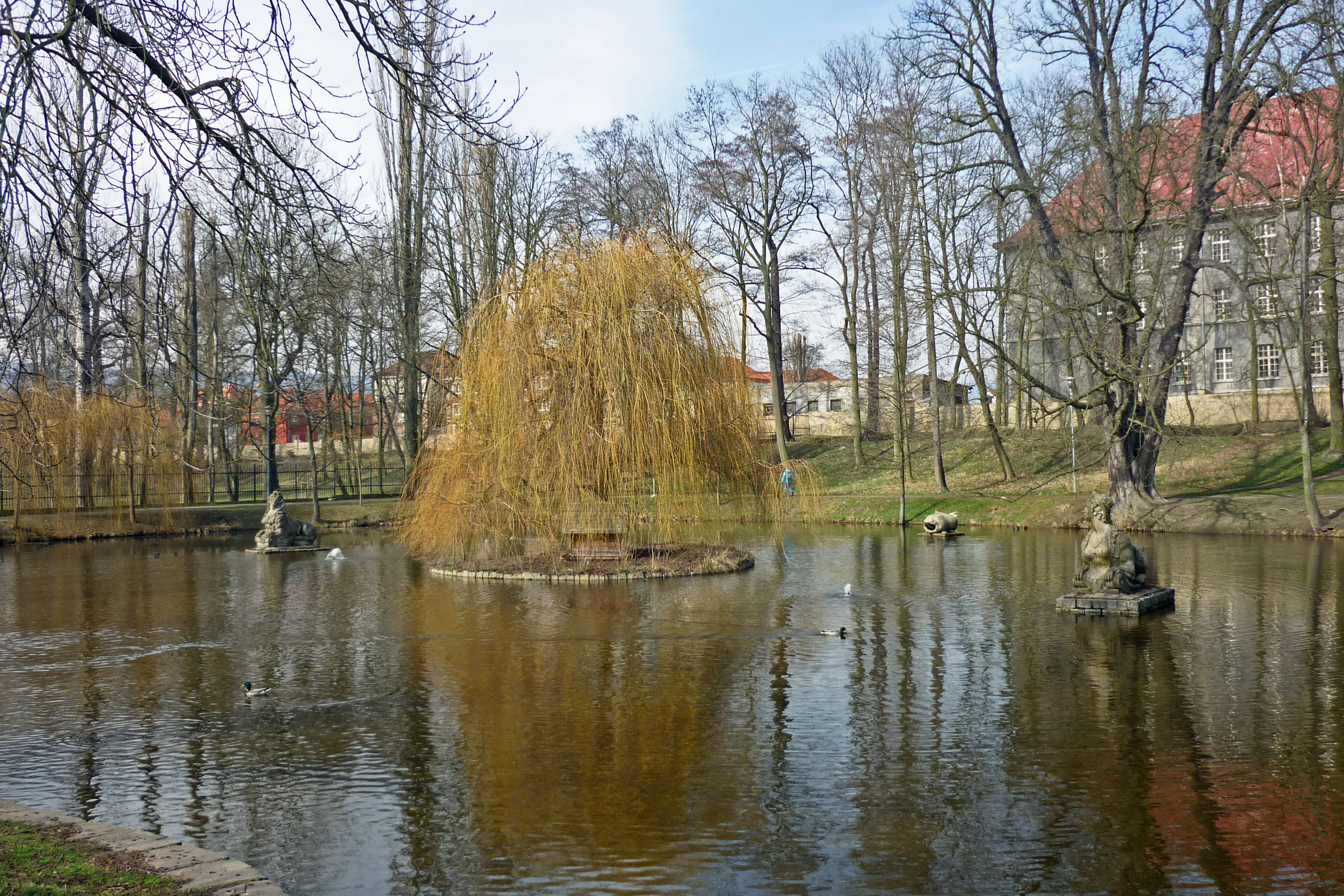
Sfingový rybník v Duchcovském parku poblíž kina a Gymnázia

Dům kultury Duchcov pořádá kulturní a společenské akce. Velký sál má kapacitou 160 míst, malý sál potom 40–80 míst. Je zde také učebna, občerstvení a šatna. Vystoupily zde známé osobnosti Ladislav Potměšil, Saša Hemala a jiné.
Kino Lípa bylo postaveno v letech 1928–1929 podle plánů architekta Richarda Brosche z České Lípy. Kinosál má kapacitu 470 sedadel a je ho možné pronajmout pro pořádání kulturních akcí. První diváky kino uvítalo 30. listopadu 1929, kdy byl promítán film Duxein Stadtbild. Ve vestibulu kina lze nalézt pamětní desku, která byla pořízena ku příležitosti 70. výročí otevření kina. Deska byla odhalena 30. listopadu 1999. Ve vestibulu kina jsou v průběhu roku pořádány výstavy výtvarných prací dětí ze základních a mateřských škol.
Ve městě působí Divadlo M, první soukromé kamenné divadlo v ČR. V repertoáru divadla jsou hry pro děti i dospělé, kabaretní pořady a externí akce na hradech a zámcích.
Na počátku devadesátých let dvacátého století ve městě vycházely Duchcovské listy. Jednalo se o čtrnáctideník rodáků, občanů a přátel Duchcova. První číslo vyšlo 15. ledna 1991, celkem vyšlo sedm čísel – poslední 15. dubna 1991. Vydavatel a šéfredaktor PhDr. Jaroslav Drbohlav. Obnoveny byly v březnu 1992 nyní jako měsíčník. Vydavatel kulturní agentura PRODUXART Duchcov. Vedoucí redaktor Jaroslav Drbohlav. Vyšlo 20 čísel – poslední v prosinci 1993.
Dalším periodikem, jehož vydavatelem je městský úřad, jsou Duchcovské noviny. Poprvé vyšly v květnu 1994. Vedoucí redaktor byl do srpna 1997 Miroslav Ptáček, od prosince 1997 až dosud je šéfredaktorkou Renata Kounovská.

### Muzeum
Muzeum města Duchcova bylo založeno v roce 1896 v jedné místnosti radnice budoucím starostou, tehdy pouze městským radním, Františkem Xaverem Reidlem. F. X. Reidl také vyzval obyvatelstvo aby darovalo nejrůznější předměty kulturního či přírodně historického významu na vzniklé muzeum. Roku 1898 zde byla otevřena první muzejní expozice, která byla neustále doplňována, přesouvána a nakonec zrušena. Roku 1901 bylo muzeum přemístěno do (pravděpodobně) Bílinské ulice č. 12, do domu, jenž věnoval městu zámečnický mistr a městský radní Dreiunker ke vzdělávacím účelům. Muzeum ukončilo svou činnost v 80. letech 20. století, až roku 1994 byla činnost opět obnovena a to v památkově chráněném objektu v Masarykově ulici č. 7., jenž musel projít náročnou rekonstrukcí, aby v něm byly zřízeny kanceláře, depozitář, badatelna a archiv muzea. Ve výstavní síni, pojmenované po duchcovském sochaři Janu Ignáci Poppelovi, jsou po celý rok výstavy zaměřené na život a umění v Duchcově a okolí. Lze také navštívit atrium se zachovalou částí téměř zaniklých hradeb a jsou zde umístěny historické kamenné prvky.
Muzeum má jednu stálou expozici – expozice Historie města Duchcova, jež byla po dlouholetých přípravách v muzeu slavnostně otevřena dne 1. června 2001.

## Pamětihodnosti

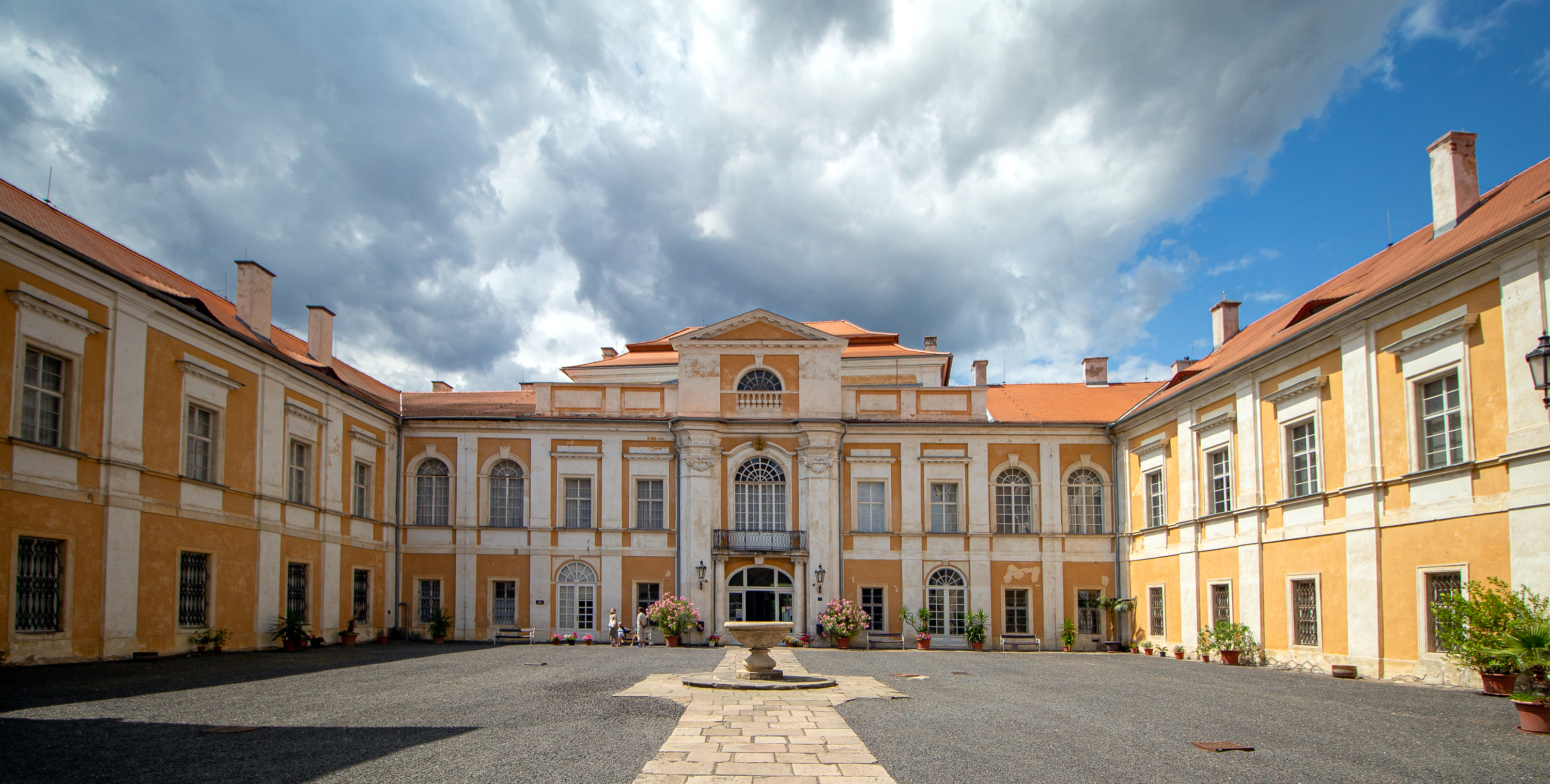
Hlavní část duchcovského zámku s čestným dvorem

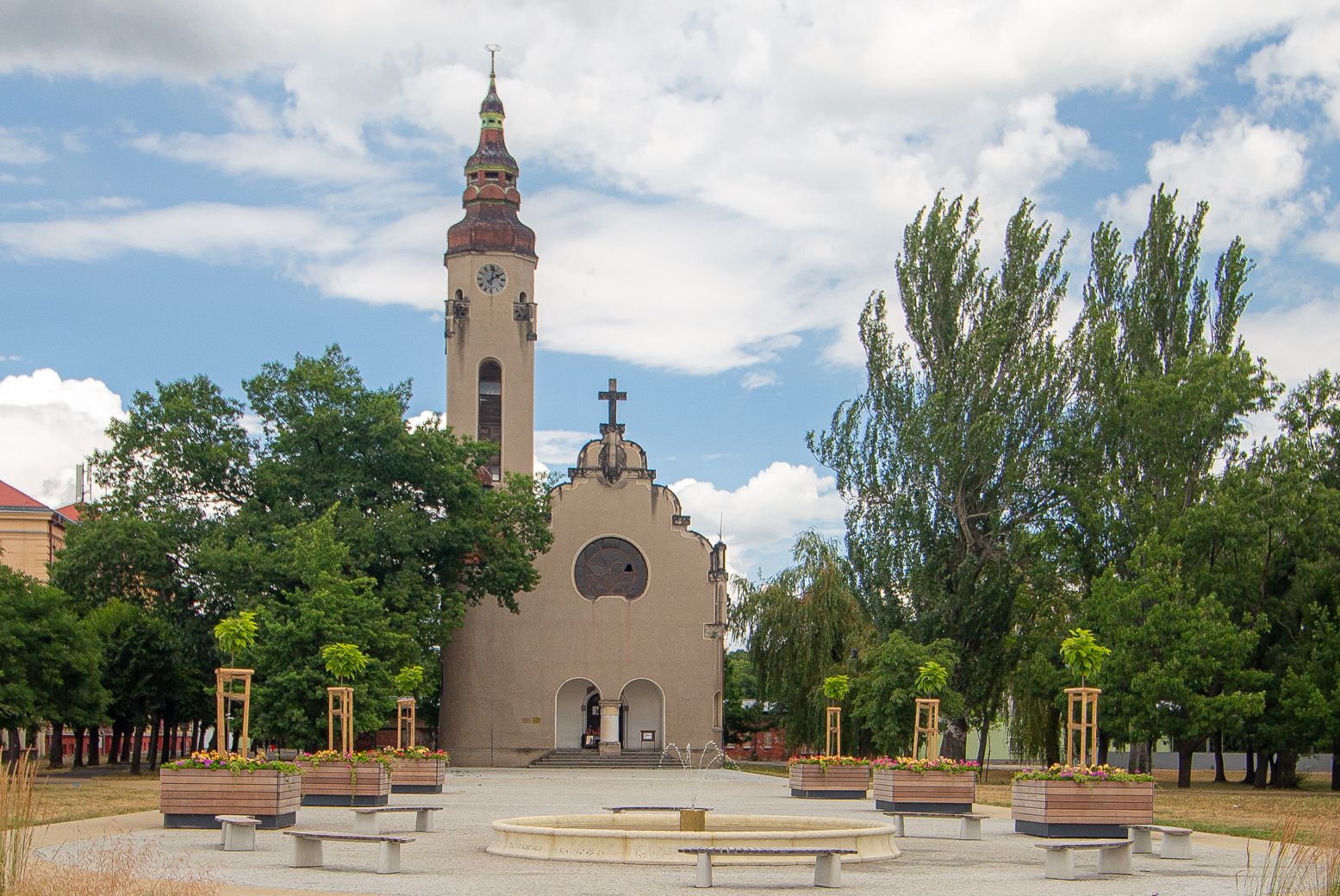
Kostel Církve československé husitské

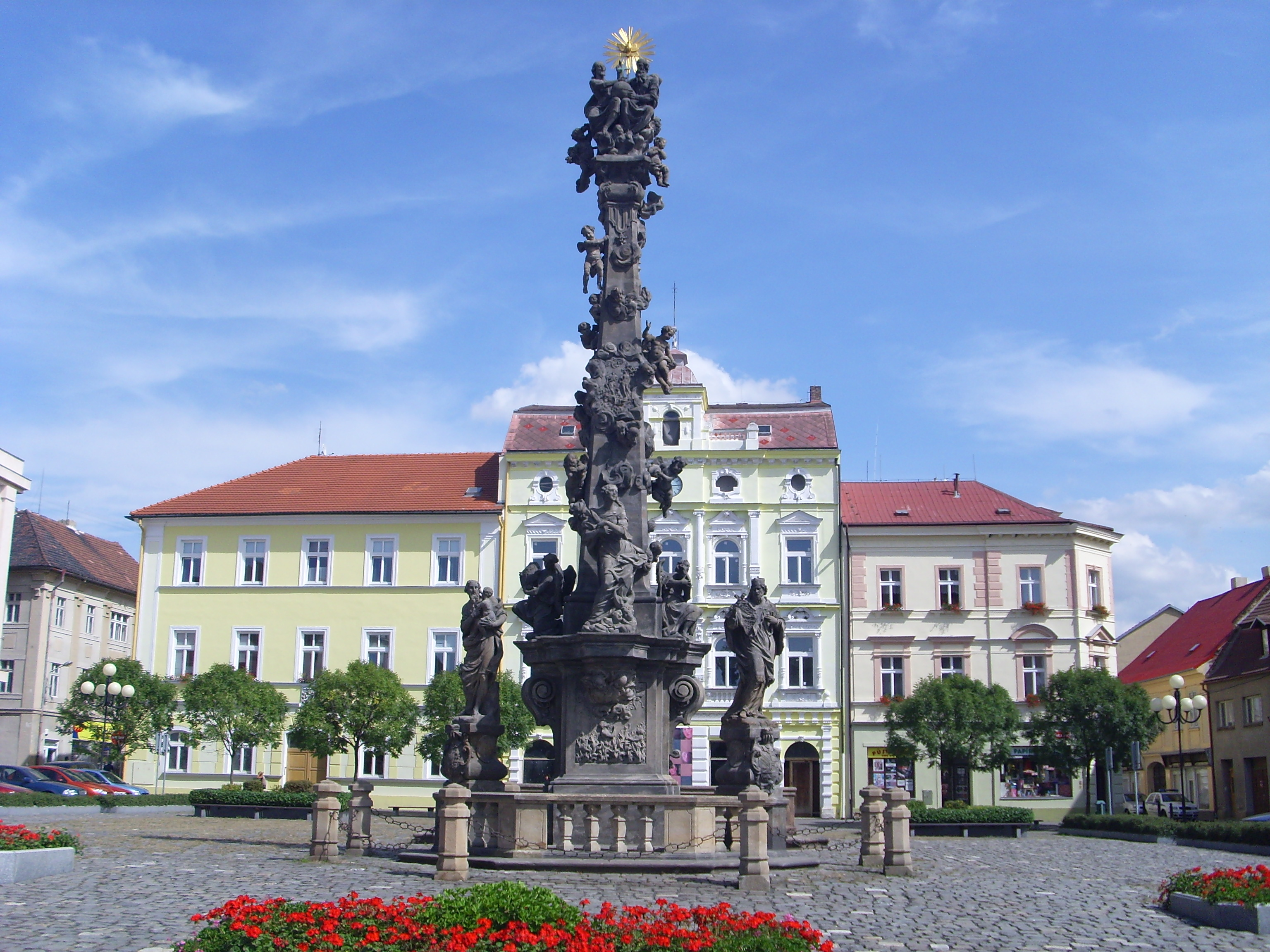
Morový sloup Nejsvětější trojice na náměstí Republiky

### Zámek

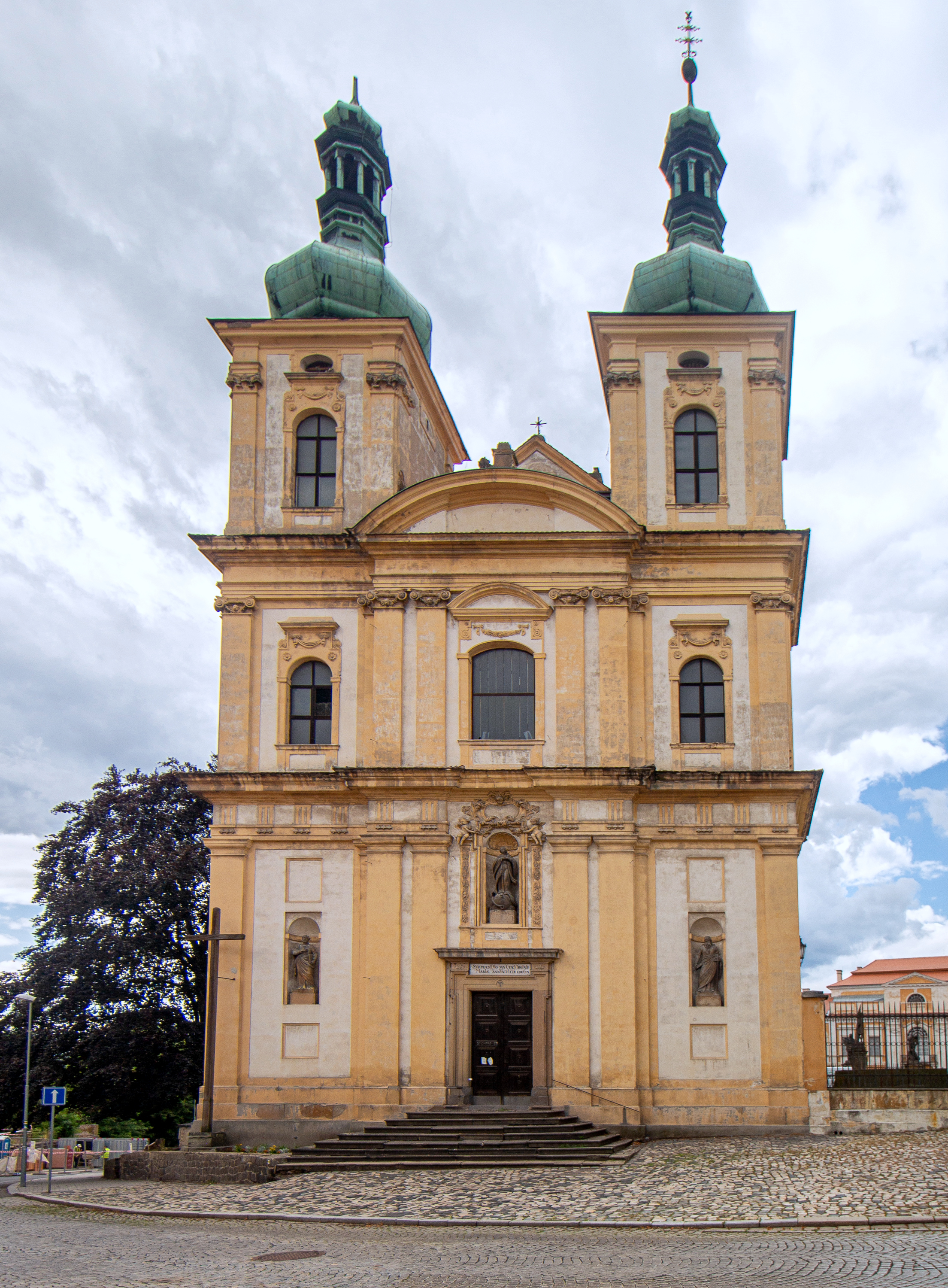
Průčelí kostela Zvěstování Panny Marie

Duchcovský zámek byl založen v 13. století jako tvrz hrabišické dynastie. Po roce 1570 byla pro Václava Popela z Lobkovic stará tvrz přestavěna na zámek, ve kterém Václav Popel bydlel až do své smrti roku 1574. Stavbu řídil italský polír Filip podle plánů Ulrica Aostalliho. V letech 1675–1685 byly další přestavby podle plánů architekta Jeana Baptista Matheye. Další úpravy probíhaly v době, kdy panství převzal Jan Josef z Valdštejna. Práce nejdříve vedl Marcantonio Canevalle (od něhož pochází i stavba přilehlého zámeckého kostela Zvěstování Panny Marie). Od roku 1785 až do své smrti (1798) zde jako knihovník působil Giacomo Casanova, jenž zde také napsal své paměti.

### Ostatní pamětihodnosti
Kostel Zvěstování Panny MarieK zámeckému areálu přiléhá Kostel Zvěstování Panny Marie. Plány na stavbu kostela nechal udělat Arnošt Josef z Valdštejna již v roce 1696 u stavitele Marca Antonia Canevalleho, který byl také prvním stavitelem. Dokončen byl F. M. Kaňkou v roce 1721. Vysvěcen byl v roce 1722. Dne 10. května 1945 byl kostel vypálen sovětskými vojsky, čímž přišel o veškeré vnitřní vybavení, především však o oltářní obrazy od V. V. Reinera a dřevěné nadživotní plastiky od Matyáše Bernarda Brauna. V současnosti je kostel využíván na výstavu výtvarných děl a na divadelní představení o vánoční mši.
Kostel Církve československé husitskéKostel Církve československé husitské je secesní evangelický kostel postavený drážďanskými architekty Rudolfem Schillingem a Juliem Willi Gräbnerem. Postaven byl 12. listopadu 1899–1902. Vysvěcen byl 20. dubna 1902.
Kaple sv. BarboryHřbitovní kaple se sochou sv. Jana Nepomuckého je barokní stavba postavena podle plánu Octavia Broggia z roku 1726 a dokončena F. I. Préem roku 1731. Na místě kaple stála dříve kaplička postavená zřejmě již v 16. století. Stavbu obklopoval hřbitov s branou a s kostnicí. Do roku 1702 se také v kapli pohřbívalo. V kapli se dochovaly dodnes náhrobky z první poloviny 18. století. Bývalý hřbitov u sv. Barbory je i pravděpodobně místem posledního odpočinku Giacoma Casanovy, který zde žil a zemřel. Kaple nese i jeho pamětní desku.
Heymannova kapleKaple se nachází v Havířské ulici, v domě čp. 30. Je to stavba v barokním slohu a jejím zakladatelem byl P. Johann Christoph Heymann z roku (okolo) 1700 (nebo 1600). Sloužila jako domácí kaple svému majiteli a jedná se o poslední stavbu tohoto typu v Duchcově. V současnosti (2008) není kaple přístupná.

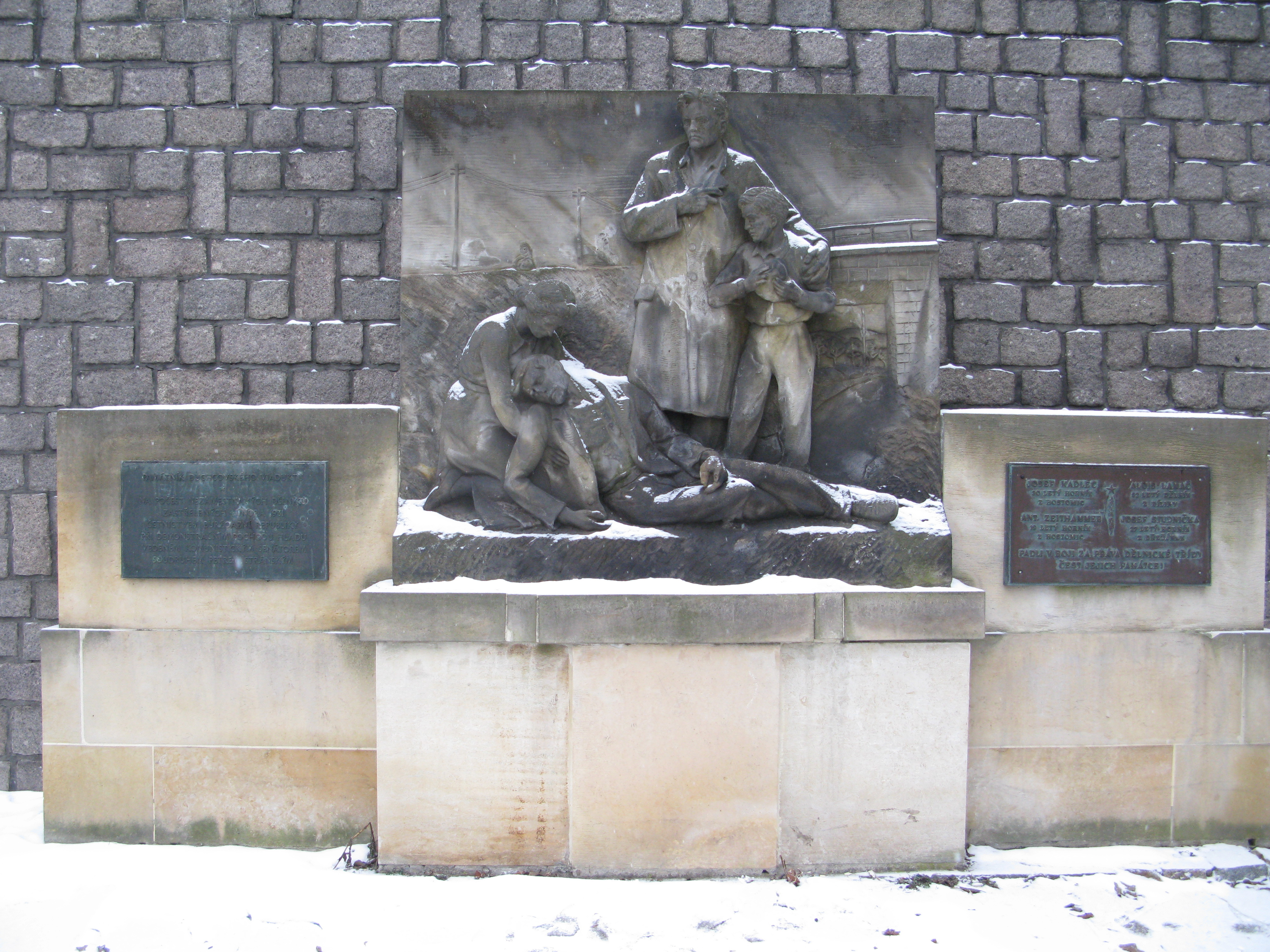
Památník duchcovského viaduktu

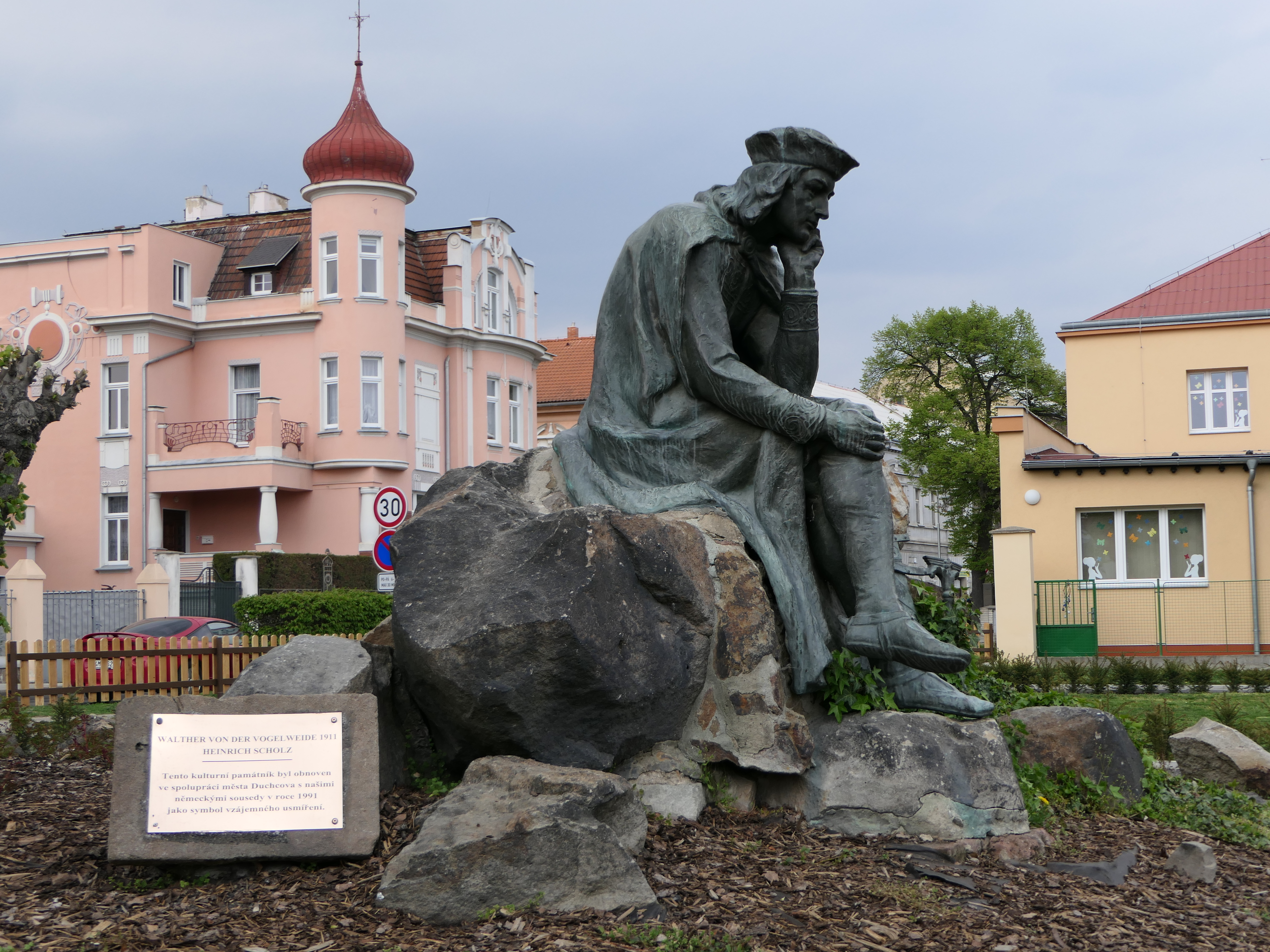
Socha Walthera von der Vogelweide

Sloup Nejsvětější TrojiceMorový sloup Nejsvětější Trojice dal vybudovat František Josef Jiří z Valdštejna. Barokní sousoší vytvořil v letech 1750–1760 duchcovský sochař Matyáš Kühnel. Na podstavci jsou sochy Panny Marie a sv. Barbory, na samostatných soklech sv. Josefa a Jana Nepomuckého.
Pavilon pro Reinerovu fresku

Dne 19. května 1983 byl otevřen pavilon pro fresku Nanebevzetí Panny Marie od V. V. Reinera, sejmutou v roce 1956 z kupole kaple Nanebevzetí Panny Marie v zámeckém špitálu.
Další památky
- Sloup Nejsvětější Trojice v Zámecké zahradě
- Sfingový rybník
- Sloup svatého Vavřince
- Socha Walthera von der Vogelweide
- Zahradní dům
- Zámecká zahrada
- Dům v Husově ul. 13
- Duchcovský viadukt
- Kašna se sochou sv. Floriana
- Knížecí zahrada
- Památník obětem střelby u Duchcovského viaduktu od Karla Lercha
- Vodárenská věž
- Odbavovací budova železniční stanice Duchcov

### Zaniklé památky
- Stará radnice. Radnice vyhořela i s velkou částí města v roce 1709. Následně byla opravena a roku 1714 pro ni vyrobil Zachariáš Dietrich nový zvon. V roce 1855 byla zbořena.[47]
- Kostel sv. Jiří. Kostel je doložen ve 13. století. V roce 1845 byl odstraněn.[48]
- Kostel sv. Kříže. Kostel ze 14. století byl v 18. století nahrazen zámeckým špitálem s kaplí Nanebevzetí Panny Marie, který byl zbořen v šedesátých letech 20. století.[48]
- Kostel sv. Petra a Pavla ve zbořené obci Liptice. Kostel z roku 1727 zanikl spolu s obcí při těžbě uhlí v 70. letech 20. století. Kostelní zvony byly už předtím zrekvírovány za první světové války, a to zcela spontánně, bez vědomí děkana. Nacházely se zde dva zvony z roku 1585. Roku 1929 dostal kostel nový zvon od Rudolfa Pernera. Ten byl zrekvírován za druhé světové války.[49]
- Staré nádraží[50]
- Podmokelské a Liebigovy domky[50]

## Osobnosti

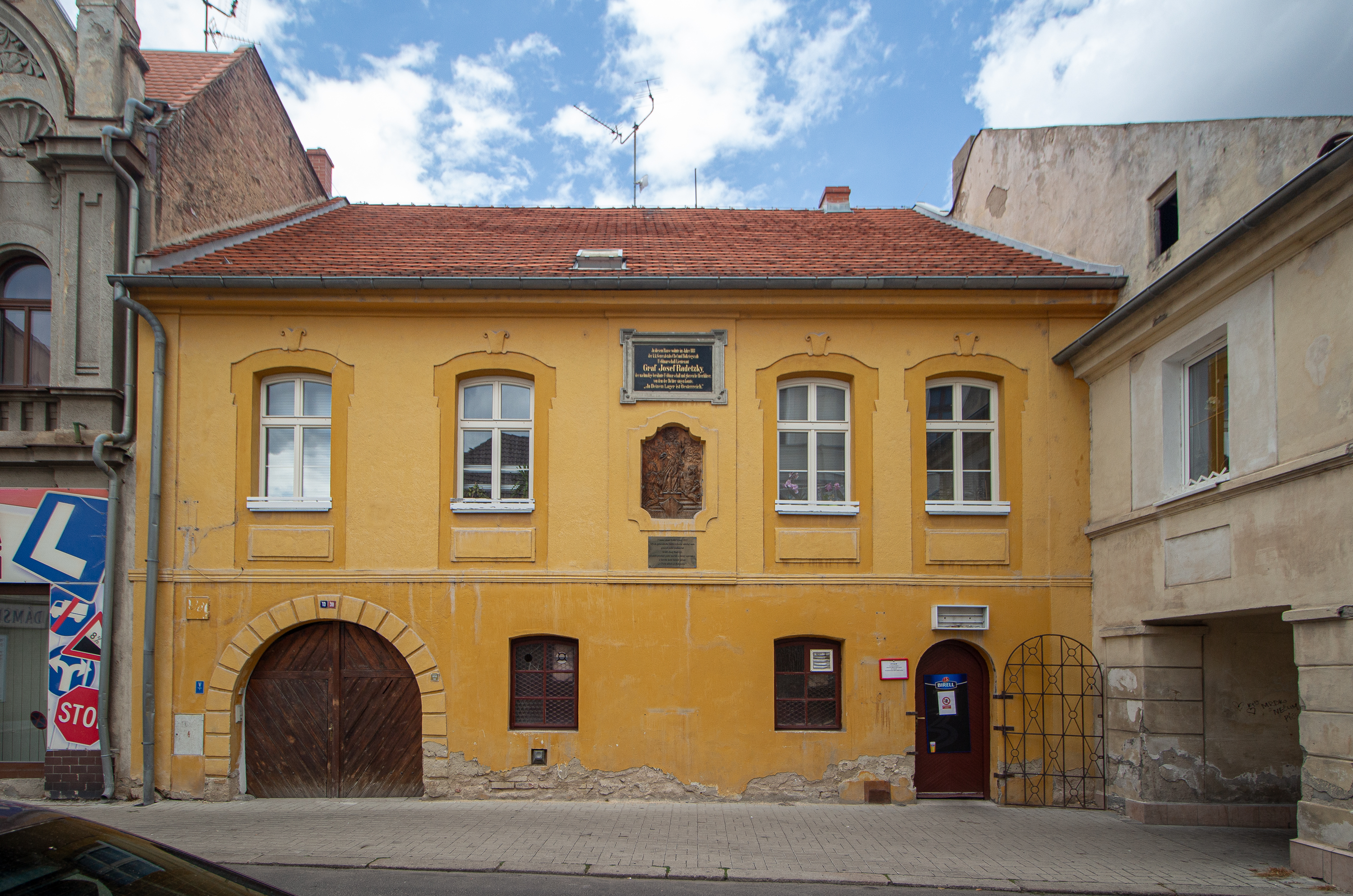
V domě Husova čp. 13 pobýval v roce 1813 rakouský maršál českého původu Jan Josef Radecký

- Giacomo Casanova (1725–1798), italský spisovatel a diplomat
- František Xaver Parč (1760–1822), hudební skladatel
- Josef Vogel (1870–1896), malíř
- Alois Šefl (1874–1938), horník, novinář, spisovatel
- Bohumil Bydžovský (1880–1969), matematik
- František Lašek (1883–1957), český herec
- Josef Marcel Sedlák (1895–1964), spisovatel a učitel působící v Duchcově
- Hermann Zettlitzer (1901–1957), sochař, autor busty Bedřicha Smetany a Ludwiga van Beethovena, odhalené v roce 1932
- František Hejl (1902–1982), knihovník
- Ilja Bart (1910–1973), anarchistický básník, novinář a spisovatel
- Jaroslav Pešata (1912–1954), učitel a náčelník sokolské župy Krušnohorské, Kukaňovy, oběť komunistického režimu
- Antonín Sochor (1914–1950), generálmajor, nositel Řádu Bílého lva, řádu Hrdina Sovětského svazu a dalších jednadvaceti řádů a vyznamenání celkem pěti států
- František Penc (1921–1972), politik
- Jan Bůžek (1927–2005), hudební skladatel a pedagog, vrcholem jehož tvorby jsou skladby In memoriam Duchcov 1931
- Jan Šebenda (1927–2016), chemik
- Jiří Pelikán (1932–2015), pedagog
- Miloš Petr (1933–2001), hudebník
- Věra Bartošková (* 1946), česká publicistka a básnířka
- Pavel Hojda (* 1952), politik
- Vlastimil Aubrecht (* 1953), politik
- Oldřich Dvořák (* 1953), zápasník
- Petr Holodňák (* 1957), archeolog
- Ondřej Weissmann (* 1959), hokejista
- Iva Budařová (* 1960), tenistka
- Zbyněk Šimbera (* 1963), politik
- Martin Velíšek (* 1963), výtvarník
- Tomáš Tožička (* 1966), publicista a politik
- Martin Kasal (* 1971), kulturista
- Patrik Linhart (* 1973), spisovatel, básník, autor Dějin Horroru a encyklopedické knihy vlajek britského impéria.
- Michal Pěchouček (* 1973), výtvarník
- Jana Syslová (* 1974), politička
- Tomáš Němec (* 1976), spisovatel
- Pavel Rudolf Plasche (* 1977), operní pěvec, hudební skladatel, herec a pedagog
- Štěpán Vachoušek (* 1979), fotbalista
- Antonín Capoušek (* 1983), podnikatel a politik
- Eva Birnerová (* 1984), tenistka
- Jan Zástěra (* 1984), hudebník
- Ondřej Syrový (* 1997), pedagog a publicista

## Zajímavosti
- V roce 1881 byla na nádraží v Duchcově zprovozněna první telefonní linka v Čechách, která spojovala nádraží s dolem Hartman v Ledvicích.[51][52]
- Okolí nádraží je zachyceno ve filmu Případ pro začínajícího kata. (V listopadu 2011 město jednalo se Správou železniční dopravní cesty o koupi.[53]) Dále se ve městě točily scény z filmu Henry IV. a také z akčního seriálu Missing (Pohřešovaní).[54][55]
- Od roku 1994 se každoročně 8.–9. června ve městě pořádají Casanovské slavnosti na počest pobytu Giacoma Casanovy.
- Jméno Casanova nese penzion a kavárna, dále pak má Duchcov pěveckou soutěž: Růže od Casanovy, která se pořádá od roku 1997. V roce 2007 se jako host soutěže zúčastnil Miroslav Moravec a v porotě zasedli: Uršula Kluková, Petr Kolář a Zdeněk Podhůrský jako předseda poroty.[56]
- V květnu 2013 došlo v Duchcově k brutálnímu napadení skupinou místních Romů.[57] Dva lidé odnesli tento útok zraněním a situace vyvolala bouřlivé protesty proti romské kriminalitě v této oblasti.[58]

## Partnerská města
- Miltenberg, Německo (16. listopadu 2004)[59]
- Mulda, Německo (6. prosince 2005)[59]